# Pandemia di COVID-19 in Scozia
La pandemia di COVID-19 in Scozia è stata confermata per la prima volta il 1º marzo 2020 con il test diagnostico positivo di un residente maschio di Tayside che aveva viaggiato di recente tra la Scozia e l'Italia settentrionale. Il primo caso segnalato di trasmissione nella comunità è stato l'11 marzo 2020 e la prima morte da coronavirus segnalata in Scozia è stata il 13 marzo 2020.
Il governo del Regno Unito ha presentato il piano d'azione per il coronavirus e ha dichiarato l'epidemia un "incidente di livello 4". L'11 marzo, l'epidemia è stata dichiarata pandemia. Quattro giorni dopo, in seguito allo scoppio dell'epidemia in Italia, e sulla base delle previsioni degli epidemiologi dell'Imperial College di Londra, il governo scozzese disse che tutti avrebbero dovuto evitare tutti i viaggi "non essenziali" e i contatti con gli altri e anche a lavorare da casa se possibile. Alle persone con sintomi e alla loro famiglia è stato chiesto di autoisolarsi. Alle donne incinte, agli over 70 e alle persone affette da determinate malattie è stato chiesto di autoisolarsi più a lungo. Il 20 marzo 2020 è stato detto alle scuole di chiudere, insieme a pub, caffè e cinema. Il 23 marzo 2020 è stato annunciato un ordine "Stay at Home" che a sua volta ha portato alla chiusura di altre attività "non necessarie" e alla limitazione della circolazione per fermare la diffusione del virus, denominato "blocco completo nel Regno Unito".
L'assistenza sanitaria nel Regno Unito è una materia devoluta, con l'Inghilterra, l'Irlanda del Nord, la Scozia e il Galles che hanno ciascuno il proprio sistema di assistenza sanitaria finanziata con fondi pubblici e ciascuno responsabile nei confronti del proprio governo e parlamento (tranne l'Inghilterra che è responsabile nei confronti del governo del Regno Unito). Di conseguenza, esistono numerose differenze tra ciascun sistema. Sebbene la segnalazione della trasmissione del virus e i dati del caso vengano raccolti in Scozia, vengono utilizzati anche nelle cifre del Regno Unito fornite quotidianamente che riportano la situazione in tutte e quattro le nazioni.
Entro il 27 aprile, più di 22.000 ex dipendenti e studenti si erano offerti volontari per unirsi o ricongiungersi ai servizi sanitari e di assistenza sociale in Scozia dall'inizio dell'epidemia, segnalando una significativa riorganizzazione dei servizi sanitari. Entro il 9 maggio 2020 c'erano stati 4.503 casi cumulativi di sospetto COVID-19 nelle case di cura e fino a 3.672 membri del personale erano stati segnalati come assenti nelle case di cura a causa del COVID-19, rappresentando l'8,5% di tutto il personale delle case di cura per adulti (43.403) per il quale i dati erano stati forniti.
Dall'inizio dell'epidemia, la Scozia ha aumentato i test da una capacità di meno di 2000 test al giorno a 8.000 al giorno entro la metà di maggio. Complessivamente, entro l'11 maggio 2020 erano stati effettuati un totale di 101.122 test COVID-19 dai laboratori dell'NHS Scotland in ospedali, case di cura o nella comunità. Inoltre ci sono stati un totale di 27.647 test mobili effettuati dai Regional Testing Centers in Scozia.
Il 5 maggio 2023, l'Organizzazione mondiale della sanità dichiara ufficialmente la fine della pandemia.

## Antefatti
Il 12 gennaio 2020, l'Organizzazione mondiale della sanità (OMS) ha confermato che un nuovo coronavirus era la causa di una nuova infezione polmonare che aveva colpito diversi abitanti della città di Wuhan, nella provincia cinese dell'Hubei, il cui caso era stato portato all'attenzione dell'OMS il 31 dicembre 2019.
Sebbene nel tempo il tasso di mortalità del COVID-19 si sia rivelato decisamente più basso di quello dell'epidemia di SARS che aveva imperversato nel 2003, la trasmissione del virus SARS-CoV-2, alla base del COVID-19, è risultata essere molto più ampia di quella del precedente virus del 2003, ed ha portato a un numero totale di morti molto più elevato.

## Andamento dei contagi
| Data | Data       |  | Numero di casi  | Numero di morti |
| --- | ---------- |  | --------------- | --------------- |
| 02-03-2020 | 02-03-2020 |  | 1(N.D.)         | 0(N.D.)         |
| 03-03-2020 | 03-03-2020 |  | 1(=)            | 0(N.D.)         |
| 04-03-2020 | 04-03-2020 |  | 3(+200%)        | 0(N.D.)         |
| 05-03-2020 | 05-03-2020 |  | 6(+100%)        | 0(N.D.)         |
| 06-03-2020 | 06-03-2020 |  | 11(+83%)        | 0(N.D.)         |
| 07-03-2020 | 07-03-2020 |  | 16(+45%)        | 0(N.D.)         |
| 08-03-2020 | 08-03-2020 |  | 18(+12%)        | 0(N.D.)         |
| 09-03-2020 | 09-03-2020 |  | 23(+28%)        | 0(N.D.)         |
| 10-03-2020 | 10-03-2020 |  | 27(+17%)        | 0(N.D.)         |
| 11-03-2020 | 11-03-2020 |  | 36(+33%)        | 0(N.D.)         |
| 12-03-2020 | 12-03-2020 |  | 60(+67%)        | 0(N.D.)         |
| 13-03-2020 | 13-03-2020 |  | 85(+42%)        | 0(N.D.)         |
| 14-03-2020 | 14-03-2020 |  | 121(+42%)       | 1(N.D.)         |
| 15-03-2020 | 15-03-2020 |  | 153(+26%)       | 1(=)            |
| 16-03-2020 | 16-03-2020 |  | 171(+12%)       | 1(=)            |
| 17-03-2020 | 17-03-2020 |  | 195(+14%)       | 2(+100%)        |
| 18-03-2020 | 18-03-2020 |  | 227(+16%)       | 3(+50%)         |
| 19-03-2020 | 19-03-2020 |  | 266(+17%)       | 6(+100%)        |
| 20-03-2020 | 20-03-2020 |  | 322(+21%)       | 6(=)            |
| 21-03-2020 | 21-03-2020 |  | 373(+16%)       | 7(+17%)         |
| 22-03-2020 | 22-03-2020 |  | 416(+12%)       | 10(+43%)        |
| 23-03-2020 | 23-03-2020 |  | 499(+20%)       | 14(+40%)        |
| 24-03-2020 | 24-03-2020 |  | 584(+17%)       | 16(+14%)        |
| 25-03-2020 | 25-03-2020 |  | 719(+23%)       | 22(+38%)        |
| 26-03-2020 | 26-03-2020 |  | 894(+24%)       | 25(+14%)        |
| 27-03-2020 | 27-03-2020 |  | 1 059(+18%)     | 33(+32%)        |
| 28-03-2020 | 28-03-2020 |  | 1 245(+18%)     | 40(+21%)        |
| 29-03-2020 | 29-03-2020 |  | 1 384(+11%)     | 41(+2,5%)       |
| 30-03-2020 | 30-03-2020 |  | 1 563(+13%)     | 47(+15%)        |
| 31-03-2020 | 31-03-2020 |  | 1 993(+28%)     | 69(+47%)        |
| 01-04-2020 | 01-04-2020 |  | 2 310(+16%)     | 97(+41%)        |
| 02-04-2020 | 02-04-2020 |  | 2 602(+13%)     | 126(+30%)       |
| 03-04-2020 | 03-04-2020 |  | 3 001(+15%)     | 172(+37%)       |
| 04-04-2020 | 04-04-2020 |  | 3 345(+11%)     | 218(+27%)       |
| 05-04-2020 | 05-04-2020 |  | 3 706(+11%)     | 220(+0,92%)     |
| 06-04-2020 | 06-04-2020 |  | 3 961(+6,9%)    | 222(+0,91%)     |
| 07-04-2020 | 07-04-2020 |  | 4 229(+6,8%)    | 296(+33%)       |
| 08-04-2020 | 08-04-2020 |  | 4 565(+7,9%)    | 366(+24%)       |
| 09-04-2020 | 09-04-2020 |  | 4 957(+8,6%)    | 447(+22%)       |
| 10-04-2020 | 10-04-2020 |  | 5 275(+6,4%)    | 495(+11%)       |
| 11-04-2020 | 11-04-2020 |  | 5 590(+6%)      | 542(+9,5%)      |
| 12-04-2020 | 12-04-2020 |  | 5 912(+5,8%)    | 566(+4,4%)      |
| 13-04-2020 | 13-04-2020 |  | 6 067(+2,6%)    | 575(+1,6%)      |
| 14-04-2020 | 14-04-2020 |  | 6 358(+4,8%)    | 615(+7%)        |
| 15-04-2020 | 15-04-2020 |  | 6 748(+6,1%)    | 699(+14%)       |
| 16-04-2020 | 16-04-2020 |  | 7 102(+5,2%)    | 779(+11%)       |
| 17-04-2020 | 17-04-2020 |  | 7 409(+4,3%)    | 837(+7,4%)      |
| 18-04-2020 | 18-04-2020 |  | 7 820(+5,5%)    | 893(+6,7%)      |
| 19-04-2020 | 19-04-2020 |  | 8 187(+4,7%)    | 903(+1,1%)      |
| 20-04-2020 | 20-04-2020 |  | 8 450(+3,2%)    | 915(+1,3%)      |
| 21-04-2020 | 21-04-2020 |  | 8 672(+2,6%)    | 985(+7,7%)      |
| 22-04-2020 | 22-04-2020 |  | 9 038(+4,2%)    | 1 062(+7,8%)    |
| 23-04-2020 | 23-04-2020 |  | 9 409(+4,1%)    | 1 120(+5,5%)    |
| 24-04-2020 | 24-04-2020 |  | 9 697(+3,1%)    | 1 184(+5,7%)    |
| 25-04-2020 | 25-04-2020 |  | 10 051(+3,7%)   | 1 231(+4%)      |
| 26-04-2020 | 26-04-2020 |  | 10 324(+2,7%)   | 1 249(+1,5%)    |
| 27-04-2020 | 27-04-2020 |  | 10 521(+1,9%)   | 1 262(+1%)      |
| 28-04-2020 | 28-04-2020 |  | 10 721(+1,9%)   | 1 332(+5,5%)    |
| 29-04-2020 | 29-04-2020 |  | 11 034(+2,9%)   | 1 415(+6,2%)    |
| 30-04-2020 | 30-04-2020 |  | 11 353(+2,9%)   | 1 475(+4,2%)    |
| 01-05-2020 | 01-05-2020 |  | 11 654(+2,7%)   | 1 515(+2,7%)    |
| 02-05-2020 | 02-05-2020 |  | 11 927(+2,3%)   | 1 559(+2,9%)    |
| 03-05-2020 | 03-05-2020 |  | 12 097(+1,4%)   | 1 571(+0,77%)   |
| 04-05-2020 | 04-05-2020 |  | 12 266(+1,4%)   | 1 576(+0,32%)   |
| 05-05-2020 | 05-05-2020 |  | 12 437(+1,4%)   | 1 620(+2,8%)    |
| 06-05-2020 | 06-05-2020 |  | 12 709(+2,2%)   | 1 703(+5,1%)    |
| 07-05-2020 | 07-05-2020 |  | 12 924(+1,7%)   | 1 762(+3,5%)    |
| 08-05-2020 | 08-05-2020 |  | 13 149(+1,7%)   | 1 811(+2,8%)    |
| 09-05-2020 | 09-05-2020 |  | 13 305(+1,2%)   | 1 847(+2%)      |
| 10-05-2020 | 10-05-2020 |  | 13 486(+1,4%)   | 1 857(+0,54%)   |
| 11-05-2020 | 11-05-2020 |  | 13 627(+1%)     | 1 862(+0,27%)   |
| 12-05-2020 | 12-05-2020 |  | 13 763(+1%)     | 1 912(+2,7%)    |
| 13-05-2020 | 13-05-2020 |  | 13 929(+1,2%)   | 1 973(+3,2%)    |
| 14-05-2020 | 14-05-2020 |  | 14 117(+1,3%)   | 2 007(+1,7%)    |
| 15-05-2020 | 15-05-2020 |  | 14 260(+1%)     | 2 053(+2,3%)    |
| 16-05-2020 | 16-05-2020 |  | 14 447(+1,3%)   | 2 094(+2%)      |
| 17-05-2020 | 17-05-2020 |  | 14 537(+0,62%)  | 2 103(+0,43%)   |
| 18-05-2020 | 18-05-2020 |  | 14 594(+0,39%)  | 2 105(+0,1%)    |
| 19-05-2020 | 19-05-2020 |  | 14 655(+0,42%)  | 2 134(+1,4%)    |
| 20-05-2020 | 20-05-2020 |  | 14 751(+0,66%)  | 2 184(+2,3%)    |
| 21-05-2020 | 21-05-2020 |  | 14 856(+0,71%)  | 2 221(+1,7%)    |
| 22-05-2020 | 22-05-2020 |  | 14 969(+0,76%)  | 2 245(+1,1%)    |
| 23-05-2020 | 23-05-2020 |  | 15 041(+0,48%)  | 2 261(+0,71%)   |
| 24-05-2020 | 24-05-2020 |  | 15 101(+0,4%)   | 2 270(+0,4%)    |
| 25-05-2020 | 25-05-2020 |  | 15 156(+0,36%)  | 2 273(+0,13%)   |
| 26-05-2020 | 26-05-2020 |  | 15 185(+0,19%)  | 2 291(+0,79%)   |
| 27-05-2020 | 27-05-2020 |  | 15 240(+0,36%)  | 2 304(+0,57%)   |
| 28-05-2020 | 28-05-2020 |  | 15 288(+0,31%)  | 2 316(+0,52%)   |
| 29-05-2020 | 29-05-2020 |  | 15 327(+0,26%)  | 2 331(+0,65%)   |
| 30-05-2020 | 30-05-2020 |  | 15 382(+0,36%)  | 2 353(+0,94%)   |
| 31-05-2020 | 31-05-2020 |  | 15 400(+0,12%)  | 2 362(+0,38%)   |
| 01-06-2020 | 01-06-2020 |  | 15 418(+0,12%)  | 2 363(+0,04%)   |
| 02-06-2020 | 02-06-2020 |  | 15 471(+0,34%)  | 2 375(+0,51%)   |
| 03-06-2020 | 03-06-2020 |  | 15 504(+0,21%)  | 2 386(+0,46%)   |
| 04-06-2020 | 04-06-2020 |  | 15 553(+0,32%)  | 2 395(+0,38%)   |
| 05-06-2020 | 05-06-2020 |  | 15 582(+0,19%)  | 2 409(+0,58%)   |
| 06-06-2020 | 06-06-2020 |  | 15 603(+0,13%)  | 2 415(+0,25%)   |
| 07-06-2020 | 07-06-2020 |  | 15 621(+0,12%)  | 2 415(=)        |
| 08-06-2020 | 08-06-2020 |  | 15 639(+0,12%)  | 2 415(=)        |
| 09-06-2020 | 09-06-2020 |  | 15 653(+0,09%)  | 2 422(+0,29%)   |
| 10-06-2020 | 10-06-2020 |  | 15 665(+0,08%)  | 2 434(+0,5%)    |
| 11-06-2020 | 11-06-2020 |  | 15 682(+0,11%)  | 2 439(+0,21%)   |
| 12-06-2020 | 12-06-2020 |  | 15 709(+0,17%)  | 2 442(+0,12%)   |
| 13-06-2020 | 13-06-2020 |  | 15 730(+0,13%)  | 2 447(+0,2%)    |
| 14-06-2020 | 14-06-2020 |  | 15 755(+0,16%)  | 2 448(+0,04%)   |
| 15-06-2020 | 15-06-2020 |  | 18 030(+14%)    | 2 448(=)        |
| 16-06-2020 | 16-06-2020 |  | 18 045(+0,08%)  | 2 453(+0,2%)    |
| 17-06-2020 | 17-06-2020 |  | 18 066(+0,12%)  | 2 462(+0,37%)   |
| 18-06-2020 | 18-06-2020 |  | 18 077(+0,06%)  | 2 464(+0,08%)   |
| 19-06-2020 | 19-06-2020 |  | 18 104(+0,15%)  | 2 470(+0,24%)   |
| 20-06-2020 | 20-06-2020 |  | 18 130(+0,14%)  | 2 472(+0,08%)   |
| 21-06-2020 | 21-06-2020 |  | 18 156(+0,14%)  | 2 472(=)        |
| 22-06-2020 | 22-06-2020 |  | 18 170(+0,08%)  | 2 472(=)        |
| 23-06-2020 | 23-06-2020 |  | 18 182(+0,07%)  | 2 476(+0,16%)   |
| 24-06-2020 | 24-06-2020 |  | 18 191(+0,05%)  | 2 480(+0,16%)   |
| 25-06-2020 | 25-06-2020 |  | 18 196(+0,03%)  | 2 482(+0,08%)   |
| 26-06-2020 | 26-06-2020 |  | 18 213(+0,09%)  | 2 482(=)        |
| 27-06-2020 | 27-06-2020 |  | 18 228(+0,08%)  | 2 482(=)        |
| 28-06-2020 | 28-06-2020 |  | 18 236(+0,04%)  | 2 482(=)        |
| 29-06-2020 | 29-06-2020 |  | 18 241(+0,03%)  | 2 482(=)        |
| 30-06-2020 | 30-06-2020 |  | 18 251(+0,05%)  | 2 485(+0,12%)   |
| 01-07-2020 | 01-07-2020 |  | 18 259(+0,04%)  | 2 486(+0,04%)   |
| 02-07-2020 | 02-07-2020 |  | 18 264(+0,03%)  | 2 487(+0,04%)   |
| 03-07-2020 | 03-07-2020 |  | 18 276(+0,07%)  | 2 488(+0,04%)   |
| 04-07-2020 | 04-07-2020 |  | 18 287(+0,06%)  | 2 488(=)        |
| 05-07-2020 | 05-07-2020 |  | 18 296(+0,05%)  | 2 488(=)        |
| 06-07-2020 | 06-07-2020 |  | 18 300(+0,02%)  | 2 488(=)        |
| 07-07-2020 | 07-07-2020 |  | 18 302(+0,01%)  | 2 489(+0,04%)   |
| 08-07-2020 | 08-07-2020 |  | 18 309(+0,04%)  | 2 490(+0,04%)   |
| 09-07-2020 | 09-07-2020 |  | 18 315(+0,03%)  | 2 490(=)        |
| 10-07-2020 | 10-07-2020 |  | 18 333(+0,1%)   | 2 490(=)        |
| 11-07-2020 | 11-07-2020 |  | 18 340(+0,04%)  | 2 490(=)        |
| 12-07-2020 | 12-07-2020 |  | 18 359(+0,1%)   | 2 490(=)        |
| 13-07-2020 | 13-07-2020 |  | 18 365(+0,03%)  | 2 490(=)        |
| 14-07-2020 | 14-07-2020 |  | 18 368(+0,02%)  | 2 490(=)        |
| 15-07-2020 | 15-07-2020 |  | 18 373(+0,03%)  | 2 490(=)        |
| 16-07-2020 | 16-07-2020 |  | 18 384(+0,06%)  | 2 491(+0,04%)   |
| 17-07-2020 | 17-07-2020 |  | 18 401(+0,09%)  | 2 491(=)        |
| 18-07-2020 | 18-07-2020 |  | 18 422(+0,11%)  | 2 491(=)        |
| 19-07-2020 | 19-07-2020 |  | 18 445(+0,12%)  | 2 491(=)        |
| 20-07-2020 | 20-07-2020 |  | 18 452(+0,04%)  | 2 491(=)        |
| 21-07-2020 | 21-07-2020 |  | 18 474(+0,12%)  | 2 491(=)        |
| 22-07-2020 | 22-07-2020 |  | 18 484(+0,05%)  | 2 491(=)        |
| 23-07-2020 | 23-07-2020 |  | 18 500(+0,09%)  | 2 491(=)        |
| 24-07-2020 | 24-07-2020 |  | 18 520(+0,11%)  | 2 491(=)        |
| 25-07-2020 | 25-07-2020 |  | 18 547(+0,15%)  | 2 491(=)        |
| 26-07-2020 | 26-07-2020 |  | 18 551(+0,02%)  | 2 491(=)        |
| 27-07-2020 | 27-07-2020 |  | 18 554(+0,02%)  | 2 491(=)        |
| 28-07-2020 | 28-07-2020 |  | 18 558(+0,02%)  | 2 491(=)        |
| 29-07-2020 | 29-07-2020 |  | 18 580(+0,12%)  | 2 491(=)        |
| 30-07-2020 | 30-07-2020 |  | 18 597(+0,09%)  | 2 491(=)        |
| 31-07-2020 | 31-07-2020 |  | 18 627(+0,16%)  | 2 491(=)        |
| 01-08-2020 | 01-08-2020 |  | 18 645(+0,1%)   | 2 491(=)        |
| 02-08-2020 | 02-08-2020 |  | 18 676(+0,17%)  | 2 491(=)        |
| 03-08-2020 | 03-08-2020 |  | 18 694(+0,1%)   | 2 491(=)        |
| 04-08-2020 | 04-08-2020 |  | 18 717(+0,12%)  | 2 491(=)        |
| 05-08-2020 | 05-08-2020 |  | 18 781(+0,34%)  | 2 491(=)        |
| 06-08-2020 | 06-08-2020 |  | 18 847(+0,35%)  | 2 491(=)        |
| 07-08-2020 | 07-08-2020 |  | 18 890(+0,23%)  | 2 491(=)        |
| 08-08-2020 | 08-08-2020 |  | 18 950(+0,32%)  | 2 491(=)        |
| 09-08-2020 | 09-08-2020 |  | 18 998(+0,25%)  | 2 491(=)        |
| 10-08-2020 | 10-08-2020 |  | 19 027(+0,15%)  | 2 491(=)        |
| 11-08-2020 | 11-08-2020 |  | 19 079(+0,27%)  | 2 491(=)        |
| 12-08-2020 | 12-08-2020 |  | 19 126(+0,25%)  | 2 491(=)        |
| 13-08-2020 | 13-08-2020 |  | 19 173(+0,25%)  | 2 491(=)        |
| 14-08-2020 | 14-08-2020 |  | 19 238(+0,34%)  | 2 491(=)        |
| 15-08-2020 | 15-08-2020 |  | 19 289(+0,27%)  | 2 491(=)        |
| 16-08-2020 | 16-08-2020 |  | 19 332(+0,22%)  | 2 491(=)        |
| 17-08-2020 | 17-08-2020 |  | 19 358(+0,13%)  | 2 491(=)        |
| 18-08-2020 | 18-08-2020 |  | 19 407(+0,25%)  | 2 491(=)        |
| 19-08-2020 | 19-08-2020 |  | 19 457(+0,26%)  | 2 492(+0,04%)   |
| 20-08-2020 | 20-08-2020 |  | 19 534(+0,4%)   | 2 492(=)        |
| 21-08-2020 | 21-08-2020 |  | 19 605(+0,36%)  | 2 492(=)        |
| 22-08-2020 | 22-08-2020 |  | 19 728(+0,63%)  | 2 492(=)        |
| 23-08-2020 | 23-08-2020 |  | 19 811(+0,42%)  | 2 492(=)        |
| 24-08-2020 | 24-08-2020 |  | 19 877(+0,33%)  | 2 492(=)        |
| 25-08-2020 | 25-08-2020 |  | 19 921(+0,22%)  | 2 492(=)        |
| 26-08-2020 | 26-08-2020 |  | 19 988(+0,34%)  | 2 494(+0,08%)   |
| 27-08-2020 | 27-08-2020 |  | 20 056(+0,34%)  | 2 494(=)        |
| 28-08-2020 | 28-08-2020 |  | 20 107(+0,25%)  | 2 494(=)        |
| 29-08-2020 | 29-08-2020 |  | 20 195(+0,44%)  | 2 494(=)        |
| 30-08-2020 | 30-08-2020 |  | 20 318(+0,61%)  | 2 494(=)        |
| 31-08-2020 | 31-08-2020 |  | 20 478(+0,79%)  | 2 494(=)        |
| 01-09-2020 | 01-09-2020 |  | 20 632(+0,75%)  | 2 494(=)        |
| 02-09-2020 | 02-09-2020 |  | 20 788(+0,76%)  | 2 495(+0,04%)   |
| 03-09-2020 | 03-09-2020 |  | 20 889(+0,49%)  | 2 496(+0,04%)   |
| 04-09-2020 | 04-09-2020 |  | 21 048(+0,76%)  | 2 496(=)        |
| 05-09-2020 | 05-09-2020 |  | 21 189(+0,67%)  | 2 496(=)        |
| 06-09-2020 | 06-09-2020 |  | 21 397(+0,98%)  | 2 496(=)        |
| 07-09-2020 | 07-09-2020 |  | 21 543(+0,68%)  | 2 496(=)        |
| 08-09-2020 | 08-09-2020 |  | 21 719(+0,82%)  | 2 499(+0,12%)   |
| 09-09-2020 | 09-09-2020 |  | 21 878(+0,73%)  | 2 499(=)        |
| 10-09-2020 | 10-09-2020 |  | 22 039(+0,74%)  | 2 499(=)        |
| 11-09-2020 | 11-09-2020 |  | 22 214(+0,79%)  | 2 499(=)        |
| 12-09-2020 | 12-09-2020 |  | 22 426(+0,95%)  | 2 499(=)        |
| 13-09-2020 | 13-09-2020 |  | 22 670(+1,1%)   | 2 499(=)        |
| 14-09-2020 | 14-09-2020 |  | 22 740(+0,31%)  | 2 499(=)        |
| 15-09-2020 | 15-09-2020 |  | 23 016(+1,2%)   | 2 500(+0,04%)   |
| 16-09-2020 | 16-09-2020 |  | 23 283(+1,2%)   | 2 501(+0,04%)   |
| 17-09-2020 | 17-09-2020 |  | 23 573(+1,2%)   | 2 501(=)        |
| 18-09-2020 | 18-09-2020 |  | 23 776(+0,86%)  | 2 502(+0,04%)   |
| 19-09-2020 | 19-09-2020 |  | 24 126(+1,5%)   | 2 505(+0,12%)   |
| 20-09-2020 | 20-09-2020 |  | 24 371(+1%)     | 2 505(=)        |
| 21-09-2020 | 21-09-2020 |  | 24 626(+1%)     | 2 505(=)        |
| 22-09-2020 | 22-09-2020 |  | 25 009(+1,6%)   | 2 506(+0,04%)   |
| 23-09-2020 | 23-09-2020 |  | 25 495(+1,9%)   | 2 508(+0,08%)   |
| 24-09-2020 | 24-09-2020 |  | 25 960(+1,8%)   | 2 510(+0,08%)   |
| 25-09-2020 | 25-09-2020 |  | 26 518(+2,1%)   | 2 511(+0,04%)   |
| 26-09-2020 | 26-09-2020 |  | 27 232(+2,7%)   | 2 511(=)        |
| 27-09-2020 | 27-09-2020 |  | 27 576(+1,3%)   | 2 512(+0,04%)   |
| 28-09-2020 | 28-09-2020 |  | 27 798(+0,81%)  | 2 512(=)        |
| 29-09-2020 | 29-09-2020 |  | 28 604(+2,9%)   | 2 512(=)        |
| 30-09-2020 | 30-09-2020 |  | 29 244(+2,2%)   | 2 519(+0,28%)   |
| 01-10-2020 | 01-10-2020 |  | 29 912(+2,3%)   | 2 522(+0,12%)   |
| 02-10-2020 | 02-10-2020 |  | 30 682(+2,6%)   | 2 526(+0,16%)   |
| 03-10-2020 | 03-10-2020 |  | 31 581(+2,9%)   | 2 530(+0,16%)   |
| 04-10-2020 | 04-10-2020 |  | 32 209(+2%)     | 2 530(=)        |
| 05-10-2020 | 05-10-2020 |  | 32 906(+2,2%)   | 2 530(=)        |
| 06-10-2020 | 06-10-2020 |  | 33 706(+2,4%)   | 2 532(+0,08%)   |
| 07-10-2020 | 07-10-2020 |  | 34 760(+3,1%)   | 2 533(+0,04%)   |
| 08-10-2020 | 08-10-2020 |  | 35 787(+3%)     | 2 538(+0,2%)    |
| 09-10-2020 | 09-10-2020 |  | 37 033(+3,5%)   | 2 544(+0,24%)   |
| 10-10-2020 | 10-10-2020 |  | 38 042(+2,7%)   | 2 550(+0,24%)   |
| 11-10-2020 | 11-10-2020 |  | 38 998(+2,5%)   | 2 550(=)        |
| 12-10-2020 | 12-10-2020 |  | 39 959(+2,5%)   | 2 550(=)        |
| 13-10-2020 | 13-10-2020 |  | 41 256(+3,2%)   | 2 557(+0,27%)   |
| 14-10-2020 | 14-10-2020 |  | 42 685(+3,5%)   | 2 572(+0,59%)   |
| 15-10-2020 | 15-10-2020 |  | 44 036(+3,2%)   | 2 585(+0,51%)   |
| 16-10-2020 | 16-10-2020 |  | 45 232(+2,7%)   | 2 594(+0,35%)   |
| 17-10-2020 | 17-10-2020 |  | 46 399(+2,6%)   | 2 609(+0,58%)   |
| 18-10-2020 | 18-10-2020 |  | 46 715(+0,68%)  | 2 609(=)        |
| 19-10-2020 | 19-10-2020 |  | 47 708(+2,1%)   | 2 610(+0,04%)   |
| 20-10-2020 | 20-10-2020 |  | 49 164(+3,1%)   | 2 625(+0,57%)   |
| 21-10-2020 | 21-10-2020 |  | 50 903(+3,5%)   | 2 653(+1,1%)    |
| 22-10-2020 | 22-10-2020 |  | 52 615(+3,4%)   | 2 670(+0,64%)   |
| 23-10-2020 | 23-10-2020 |  | 54 016(+2,7%)   | 2 688(+0,67%)   |
| 24-10-2020 | 24-10-2020 |  | 55 449(+2,7%)   | 2 699(+0,41%)   |
| 25-10-2020 | 25-10-2020 |  | 56 752(+2,3%)   | 2 700(+0,04%)   |
| 26-10-2020 | 26-10-2020 |  | 57 874(+2%)     | 2 701(+0,04%)   |
| 27-10-2020 | 27-10-2020 |  | 59 201(+2,3%)   | 2 726(+0,93%)   |
| 28-10-2020 | 28-10-2020 |  | 60 403(+2%)     | 2 754(+1%)      |
| 29-10-2020 | 29-10-2020 |  | 61 531(+1,9%)   | 2 791(+1,3%)    |
| 30-10-2020 | 30-10-2020 |  | 62 812(+2,1%)   | 2 819(+1%)      |
| 31-10-2020 | 31-10-2020 |  | 63 913(+1,8%)   | 2 843(+0,85%)   |
| 01-11-2020 | 01-11-2020 |  | 65 061(+1,8%)   | 2 849(+0,21%)   |
| 02-11-2020 | 02-11-2020 |  | 66 012(+1,5%)   | 2 849(=)        |
| 03-11-2020 | 03-11-2020 |  | 67 011(+1,5%)   | 2 877(+0,98%)   |
| 04-11-2020 | 04-11-2020 |  | 68 444(+2,1%)   | 2 927(+1,7%)    |
| 05-11-2020 | 05-11-2020 |  | 69 660(+1,8%)   | 2 966(+1,3%)    |
| 06-11-2020 | 06-11-2020 |  | 70 732(+1,5%)   | 2 997(+1%)      |
| 07-11-2020 | 07-11-2020 |  | 72 328(+2,3%)   | 3 036(+1,3%)    |
| 08-11-2020 | 08-11-2020 |  | 73 443(+1,5%)   | 3 039(+0,1%)    |
| 09-11-2020 | 09-11-2020 |  | 74 355(+1,2%)   | 3 040(+0,03%)   |
| 10-11-2020 | 10-11-2020 |  | 75 187(+1,1%)   | 3 079(+1,3%)    |
| 11-11-2020 | 11-11-2020 |  | 76 448(+1,7%)   | 3 143(+2,1%)    |
| 12-11-2020 | 12-11-2020 |  | 77 660(+1,6%)   | 3 188(+1,4%)    |
| 13-11-2020 | 13-11-2020 |  | 79 017(+1,7%)   | 3 244(+1,8%)    |
| 14-11-2020 | 14-11-2020 |  | 80 135(+1,4%)   | 3 280(+1,1%)    |
| 15-11-2020 | 15-11-2020 |  | 81 294(+1,4%)   | 3 280(=)        |
| 16-11-2020 | 16-11-2020 |  | 82 011(+0,88%)  | 3 286(+0,18%)   |
| 17-11-2020 | 17-11-2020 |  | 83 259(+1,5%)   | 3 323(+1,1%)    |
| 18-11-2020 | 18-11-2020 |  | 84 343(+1,3%)   | 3 377(+1,6%)    |
| 19-11-2020 | 19-11-2020 |  | 85 612(+1,5%)   | 3 427(+1,5%)    |
| 20-11-2020 | 20-11-2020 |  | 86 630(+1,2%)   | 3 459(+0,93%)   |
| 21-11-2020 | 21-11-2020 |  | 87 517(+1%)     | 3 496(+1,1%)    |
| 22-11-2020 | 22-11-2020 |  | 88 361(+0,96%)  | 3 503(+0,2%)    |
| 23-11-2020 | 23-11-2020 |  | 89 310(+1,1%)   | 3 503(=)        |
| 24-11-2020 | 24-11-2020 |  | 90 081(+0,86%)  | 3 544(+1,2%)    |
| 25-11-2020 | 25-11-2020 |  | 90 961(+0,98%)  | 3 588(+1,2%)    |
| 26-11-2020 | 26-11-2020 |  | 92 186(+1,3%)   | 3 639(+1,4%)    |
| 27-11-2020 | 27-11-2020 |  | 93 155(+1,1%)   | 3 676(+1%)      |
| 28-11-2020 | 28-11-2020 |  | 93 943(+0,85%)  | 3 720(+1,2%)    |
| 29-11-2020 | 29-11-2020 |  | 94 689(+0,79%)  | 3 722(+0,05%)   |
| 30-11-2020 | 30-11-2020 |  | 95 058(+0,39%)  | 3 725(+0,08%)   |
| 01-12-2020 | 01-12-2020 |  | 95 811(+0,79%)  | 3 759(+0,91%)   |
| 02-12-2020 | 02-12-2020 |  | 96 762(+0,99%)  | 3 797(+1%)      |
| 03-12-2020 | 03-12-2020 |  | 97 720(+0,99%)  | 3 848(+1,3%)    |
| 04-12-2020 | 04-12-2020 |  | 98 686(+0,99%)  | 3 889(+1,1%)    |
| 05-12-2020 | 05-12-2020 |  | 99 463(+0,79%)  | 3 911(+0,57%)   |
| 06-12-2020 | 06-12-2020 |  | 100 106(+0,65%) | 3 916(+0,13%)   |
| 07-12-2020 | 07-12-2020 |  | 100 783(+0,68%) | 3 917(+0,03%)   |
| 08-12-2020 | 08-12-2020 |  | 101 475(+0,69%) | 3 950(+0,84%)   |
| 09-12-2020 | 09-12-2020 |  | 102 372(+0,88%) | 3 989(+0,99%)   |
| 10-12-2020 | 10-12-2020 |  | 103 305(+0,91%) | 4 039(+1,3%)    |
| 11-12-2020 | 11-12-2020 |  | 104 306(+0,97%) | 4 069(+0,74%)   |
| 12-12-2020 | 12-12-2020 |  | 105 370(+1%)    | 4 109(+0,98%)   |
| 13-12-2020 | 13-12-2020 |  | 106 170(+0,76%) | 4 111(+0,05%)   |
| 14-12-2020 | 14-12-2020 |  | 106 904(+0,69%) | 4 111(=)        |
| 15-12-2020 | 15-12-2020 |  | 107 749(+0,79%) | 4 135(+0,58%)   |
| 16-12-2020 | 16-12-2020 |  | 108 438(+0,64%) | 4 173(+0,92%)   |
| 17-12-2020 | 17-12-2020 |  | 109 296(+0,79%) | 4 203(+0,72%)   |
| 18-12-2020 | 18-12-2020 |  | 109 975(+0,62%) | 4 239(+0,86%)   |
| 19-12-2020 | 19-12-2020 |  | 110 612(+0,58%) | 4 280(+0,97%)   |
| 20-12-2020 | 20-12-2020 |  | 111 546(+0,84%) | 4 283(+0,07%)   |
| 21-12-2020 | 21-12-2020 |  | 113 050(+1,3%)  | 4 283(=)        |
| 22-12-2020 | 22-12-2020 |  | 114 366(+1,2%)  | 4 326(+1%)      |
| 23-12-2020 | 23-12-2020 |  | 115 556(+1%)    | 4 373(+1,1%)    |
| 24-12-2020 | 24-12-2020 |  | 116 870(+1,1%)  | 4 416(+0,98%)   |
| 25-12-2020 | 25-12-2020 |  | 118 035(+1%)    | 4 459(+0,97%)   |
| 26-12-2020 | 26-12-2020 |  | 119 184(+0,97%) | 4 459(=)        |
| 27-12-2020 | 27-12-2020 |  | 119 924(+0,62%) | 4 460(+0,02%)   |
| 28-12-2020 | 28-12-2020 |  | 120 891(+0,81%) | 4 460(=)        |
| 29-12-2020 | 29-12-2020 |  | 122 786(+1,6%)  | 4 467(+0,16%)   |
| 30-12-2020 | 30-12-2020 |  | 124 831(+1,7%)  | 4 510(+0,96%)   |
| 31-12-2020 | 31-12-2020 |  | 127 453(+2,1%)  | 4 578(+1,5%)    |
| 01-01-2021 | 01-01-2021 |  | 129 984(+2%)    | 4 578(=)        |
| Fonti: - Report del governo scozzese - Ultimo aggiornamento: 02.01.2021, 11:00 GMT - I guariti sono stati comunicati dal 21 aprile |            |  |                 |                 |

## Cronologia

### Gennaio-Febbraio 2020
- 24 gennaio: Viene istituito un team per affrontare la minaccia da Covid-19, dopo che è stato confermato che cinque persone sono state sottoposte a test e tutte sono risultate negative.[7]
- 10 febbraio: Sono stati condotti 57 test (tutti negativi), una cifra che è salita a 412 entro il 25 febbraio.[8]
- 22 febbraio: Il COVID-19 è stato trasformato in una "malattia soggetta a denuncia"[9] ed è stata istituita una rete di sorveglianza che coinvolge 41 sedi di medici di base per presentare campioni di pazienti sospetti, anche se non avevano precedenti di viaggio.[10]
- 26-27 febbraio: Nike tiene una conferenza a Edimburgo, alla quale partecipano 70 persone.

### Marzo 2020
- 1º marzo: Il primo caso confermato di COVID-19 in Scozia è stato rilevato a Tayside. La persona si era poi recata di recente in Italia. A quel tempo, dall'inizio dell'epidemia a Wuhan, c'erano stati 698 test sulla malattia risultati negativi.[11]
- 2 marzo:' La Health Protection Scotland è stata allertata dalle autorità internazionali riguardo a una persona, non britannica, risultata positiva al test dopo la conferenza Nike di fine febbraio. Il pubblico non è stato informato.
- 3 marzo: Risulta positiva la prima persona della conferenza Nike. Il pubblico non è ancora informato, ma è stato riferito ciò ai ministri scozzesi.
- 4 marzo: Sono stati confermati altri due casi, uno in viaggio dall'Italia e l'altro in contatto con un vettore noto.[12][13]
- 5 marzo: Sono stati confermati altri tre casi, per un totale di 5 casi.[14]
- 6 marzo: Il numero di casi confermati raddoppia a 11.[15]
- 9 marzo: I casi erano più che raddoppiati di nuovo a 23 casi su 2.101 test condotti.[16]
- 11 marzo: Primo caso di trasmissione comunitaria che non era collegata a viaggi o casi confermati.
- 13 marzo: È stato confermato il primo decesso per COVID-19 in Scozia, di un paziente anziano con condizioni di salute di base. A quel tempo, 85 casi di malattia erano stati confermati su 3.314 test condotti.[17]
- 16 marzo: 171 casi sono stati confermati da 4.895 test, con casi positivi segnalati da tutti i consigli sanitari dell'NHS Scotland ad eccezione dell'NHS Orkney e dell'NHS Western Isles.[18]
- 20 marzo: Il governo scozzese ha riferito che bar, pub e ristoranti avrebbero chiuso.[19]
- 23 marzo: Con il bilancio delle vittime nel Regno Unito che ha raggiunto 335 morti e 14 in Scozia, Boris Johnson ha annunciato un'ordinanza nazionale "Stay at Home" che sarebbe entrata in vigore a mezzanotte e sarebbe stata riesaminata ogni 3 settimane. L'ex CMO Catherine Calderwood ha detto: "Questa non è più una prova per qualcosa che potrebbe accadere".[20] Questo ordine sarebbe diventato noto come il "blocco del Regno Unito".
- 24 marzo: Sono morti 16 pazienti con casi confermati di COVID-19. Circa lo 0,17% della popolazione era stato testato al 23 marzo 2020. Tuttavia, a coloro che mostravano sintomi è stato consigliato di rimanere a casa e non erano ancora in fase di test.
- 25 marzo: Il primo ministro ha confermato che il governo scozzese stava istituendo un gruppo consultivo sul COVID-19 per integrare i consigli che riceveva dal Gruppo consultivo scientifico sulle emergenze del Regno Unito. Doveva essere presieduto dal professor Andrew Morris dell'Università di Edimburgo, il direttore della ricerca sanitaria nel Regno Unito, con il supporto del vicepresidente David Crossman, che è il decano di medicina presso l'Università di St Andrews e consulente capo scientifico per la salute presso il governo scozzese.[21]
- 26 marzo: È stata annunciata la segnalazione di 25 decessi, con 896 casi confermati in Scozia.[22]

### Aprile 2020

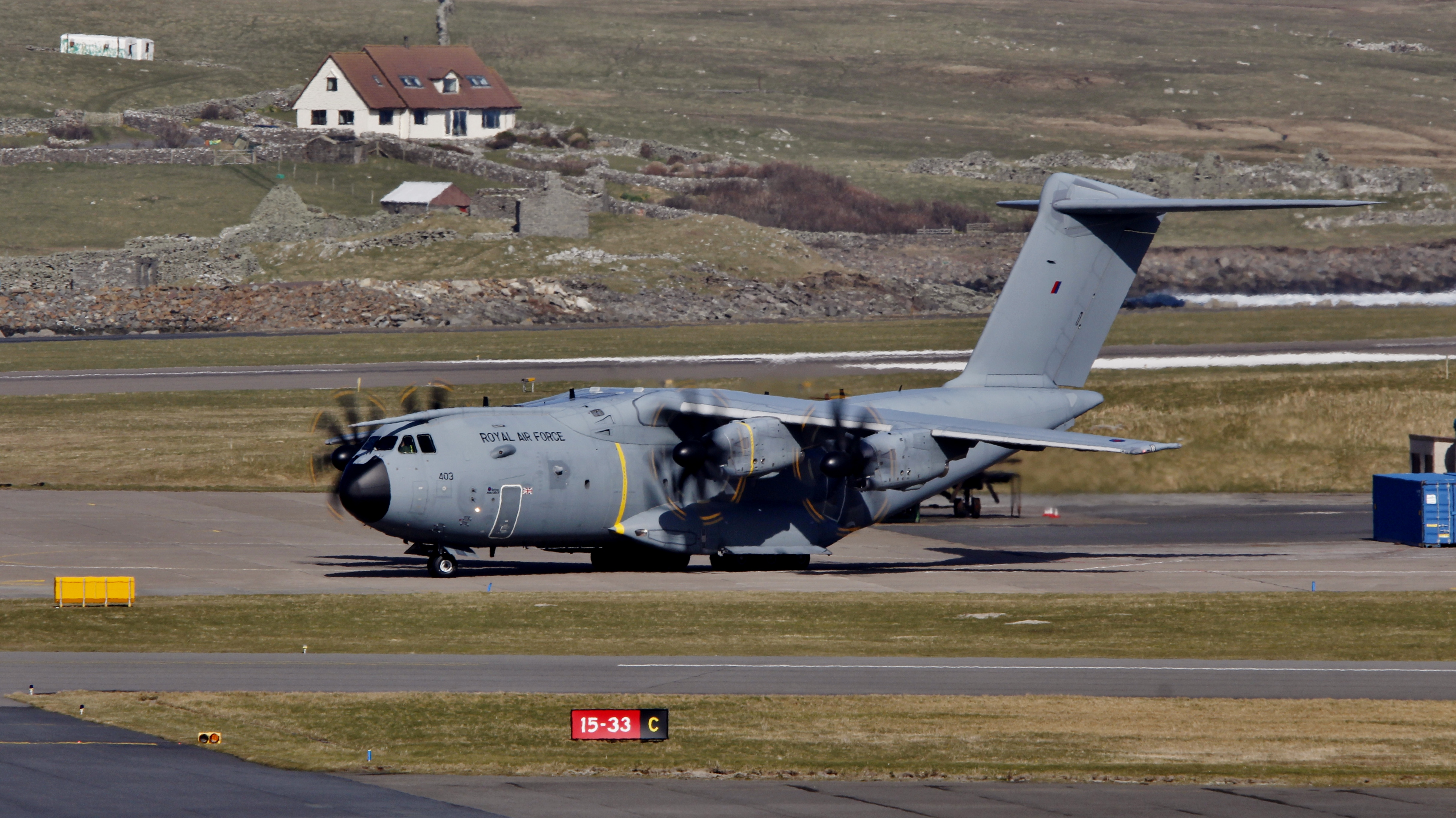
Airbus sulla pista di atterraggio 15 in partenza dall'aeroporto di Sumburgh per trasferimento di un paziente.

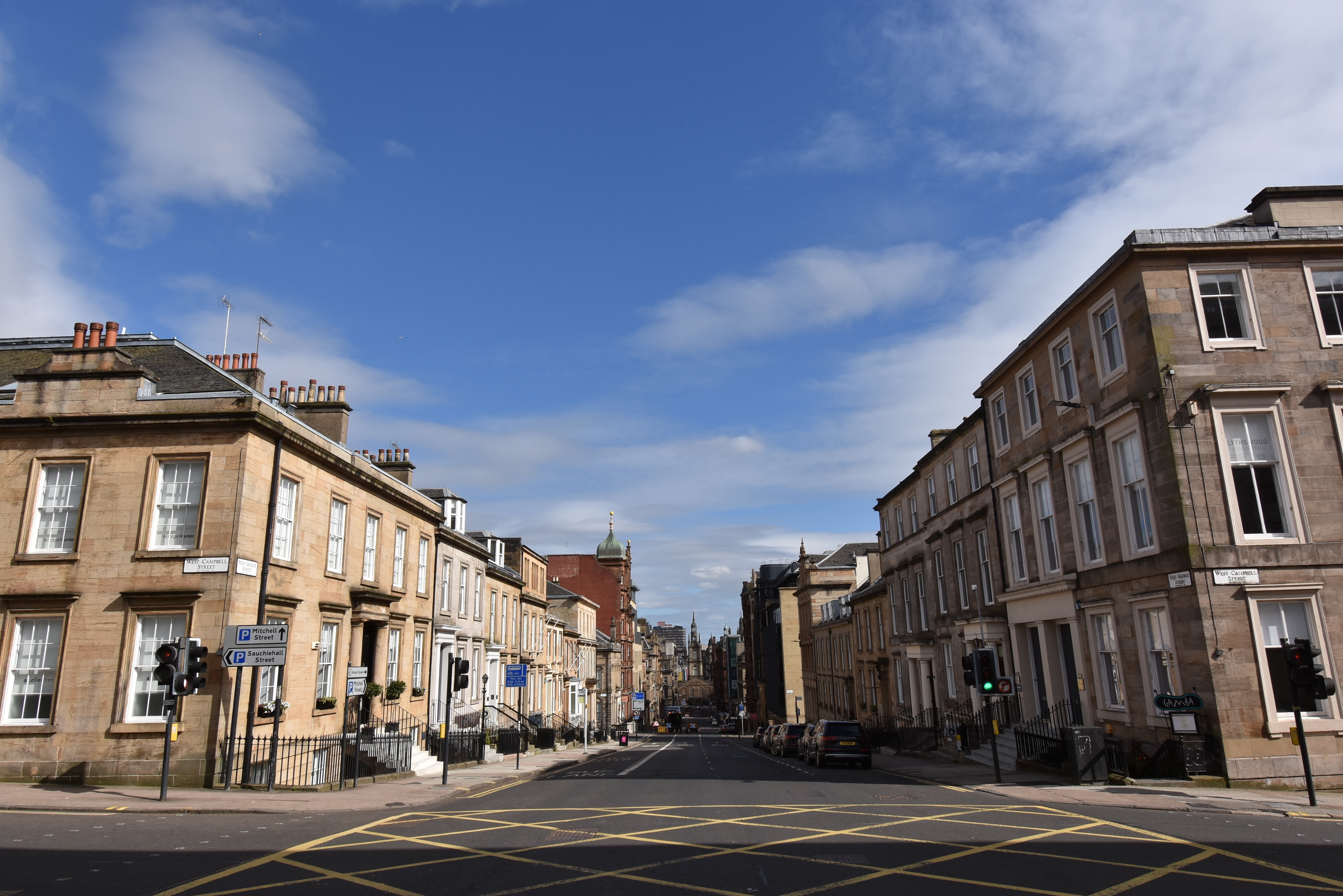
West George Street a Glasgow durinante il blocco del virus.

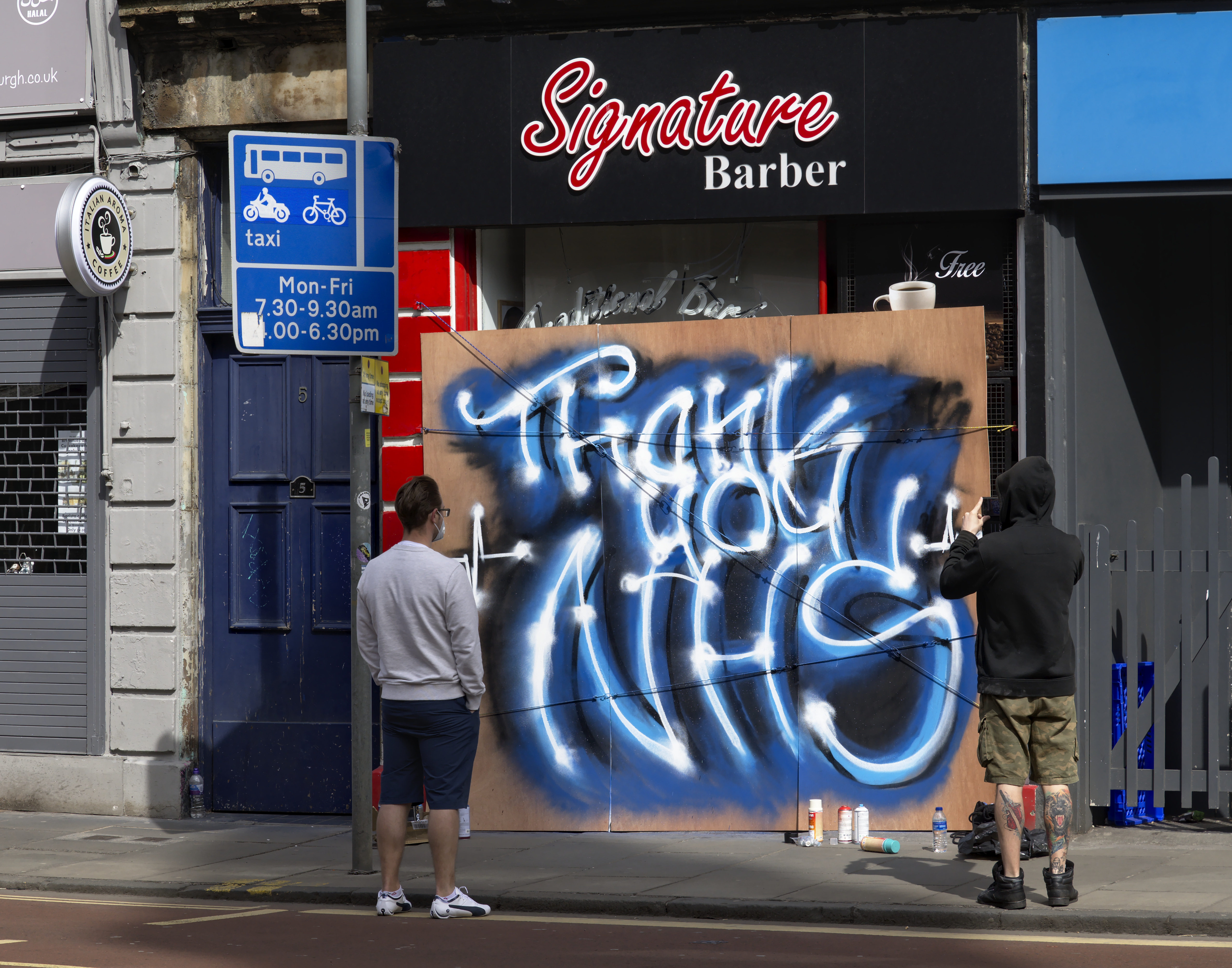
Graffiti che ringraziano il National Health Service "Thank You NHS" a Edimburgo.

- 1º aprile: Il numero di casi confermati di COVID-19 ha superato la soglia dei 2.000 a livello nazionale, con 76 decessi negli ospedali. Il governo scozzese ha annunciato che avrebbe raggiunto l'obiettivo di 3.500 test al giorno entro la fine del mese e ha iniziato i lavori di costruzione dell'edificio SEC Center di Glasgow per convertirlo nell'NHS Luisa Jordan che avrebbe tenuto 300 letti, espandibili a 1.000.[23][24]
- 5 aprile: Nonostante inizialmente avesse detto che sarebbe rimasta in carica, lo Chief Medical Officer per la Scozia, la dott.ssa Catherine Calderwood, si è dimessa dopo aver fatto due viaggi nella sua seconda casa, rompendo il blocco del coronavirus che lei e il primo ministro Sturgeon avevano incoraggiato.[25]
- 6 aprile: Il Coronavirus (Scotland) Act 2020, introdotto come legge d'emergenza dal Parlamento scozzese il 31 marzo 2020, ha ottenuto il Royal Assent, diventando legge.
- 7 aprile: Il governo scozzese ha annunciato che 12.000 studenti infermieristici e ostetrici di tutto il paese e lavoratori di ritorno che avevano lavorato nel settore sanitario e sociale si erano iscritti per unirsi alla forza lavoro dell'NHS per aiutare a combattere il COVID-19, la Chief Nursing Officer Fiona McQueen ha detto: "Voglio ringraziare ogni studente che ha offerto il proprio sostegno fino ad ora". Inoltre, 2.000 studenti dell'ultimo anno erano già entrati a far parte della forza lavoro da quando è stata inviata la richiesta di aiuto.[26]
- 16 aprile: Dopo aver esaminato il blocco con tutte le nazioni del Regno Unito, è stata presa la decisione di prorogarlo per altre 3 settimane fino al 7 maggio. Il primo ministro Nicola Sturgeon nel suo briefing quotidiano ha detto: "... Voglio sottolineare che la notizia è positiva ... Le prime indicazioni sono che le restrizioni di blocco hanno determinato un rallentamento del tasso di trasmissione del virus nella comunità".[27]
- 20 aprile: L'NHS Luisa Jordan di Glasgow apre con casi confermati che superano 8.400 e 915 morti ospedaliere.[28]
- 22 aprile: Il National Records of Scotland (NRS) ha pubblicato i dati fino al 19 aprile. Il numero di morti in Scozia è aumentato dell'80% rispetto alla media dei 5 anni. 537 decessi erano stati registrati nelle case di cura, il doppio del numero della settimana precedente, 910 decessi erano stati registrati negli ospedali e 168 morti nelle case o in altri contesti. I dati giornalieri della Public Health Scotland indicavano una sottovalutazione dei decessi fino al 40%.[29] poiché riportava morti solo negli ospedali.[30]
- 25 aprile: I casi confermati hanno superato i 10.000.
- 28 aprile: Il primo ministro Nicola Sturgeon ha consigliato l'uso volontario di mascherine facciali in tessuto (di grado non medico) da utilizzare in spazi chiusi come negozi e trasporti pubblici, ma non in genere in pubblico, esclusi coloro che hanno meno di due anni o che hanno malattie respiratorie come l'asma. Tuttavia, Sturgeon ha notato la loro limitazione e ha affermato che la cooperazione con la guida alla maschera facciale era volontaria.[31]

### Maggio 2020
- 1º maggio: I casi confermati di COVID-19 sono stati 11.500 in tutto il paese, con 1.515 morti negli ospedali. Il governo scozzese ha annunciato di aver raggiunto il suo obiettivo di 3.500 test al giorno nei laboratori NHS stabiliti ad aprile con 4.661 test effettuati il 30 aprile. Ha anche annunciato che il loro futuro obiettivo era di 8.000 test al giorno nei laboratori NHS in tutta la Scozia entro la metà di maggio.
- 8 maggio: Il primo ministro Nicola Sturgeon ha riferito che è stato riconosciuto che ciascuna delle quattro nazioni del Regno Unito potrebbe muoversi a velocità diverse per quanto riguarda l'allentamento del blocco e che non sarebbe stata costretta a revocare prematuramente le restrizioni.
- 9 maggio: Lo Scottish Ambulance Service (SAS) ha effettuato 242 interventi per sospetto COVID-19 e ha portato 157 persone in ospedale con sospetto COVID-19.
- 10 maggio: Il primo ministro Boris Johnson ha svelato una strategia di uscita e un allentamento delle regole di blocco in Inghilterra. Il primo ministro Nicola Sturgeon nel suo briefing quotidiano ha criticato il governo per il suo nuovo slogan, "Stay Alert, Control the Virus, Save Lives", dicendo che non era chiaro e ha chiesto al governo del Regno Unito di non promuovere la loro campagna pubblicitaria "Stay Alert" in Scozia. Sturgeon ha facilitato l'esercizio all'aperto più di una volta al giorno, ma il pubblico dovrebbe comunque mantenere le distanze sociali in ogni momento. Ha anche sottolineato che le attività ricreative come prendere il sole, i picnic e il barbecue erano ancora proibite.
- 11 maggio: In un discorso nazionale alla Scozia all'inizio della settima settimana di blocco, Nicola Sturgeon ha chiesto alla nazione "di restare con il blocco per un po 'più a lungo - in modo che possiamo consolidare i nostri progressi, non metterli a repentaglio [...] non voglio rischiare morti inutili agendo avventatamente o prematuramente". Ciò ha segnato il momento in cui le quattro nazioni del Regno Unito hanno adottato strategie diverse per gestire il blocco e revocarlo alla fine, con il Galles e l'Irlanda del Nord che hanno continuato a mantenere lo slogan "Stay at Home". L'Inghilterra adottò lo slogan "Stay Alert" e iniziò a revocare le restrizioni. Il pubblico è stato finalmente informato dello scoppio della pandemia della conferenza Nike in un documentario della BBC, il governo scozzese deve ancora fornire maggiori dettagli.
- 18 maggio: Chiunque di età pari o superiore a 5 anni, presentando sintomi di COVID-19 è diventato idoneo a sottoporsi al test e l'anosmia è stata aggiunta all'elenco dei sintomi di COVID-19. Nicola Sturgeon ha annunciato i suoi piani per iniziare ad allentare il blocco dal 28 maggio e una roadmap sarà pubblicata il 21 maggio.
- 19 maggio: Maggiori informazioni sulla conferenza Nike vengono fornite dalla BBC e da Sky News, dimostrando che nessuna delle persone con cui i delegati Nike erano in contatto è stata contattata per test, compresi i 20 dipendenti del Lloyd's Banking Group con cui condividevano le strutture. I delegati Nike sono stati accompagnati in un tour a piedi di Edimburgo, le guide turistiche non sono state rintracciate, testate o informate.
- 21 maggio: Il primo ministro Nicola Sturgeon ha delineato una "mappa del percorso" in quattro fasi per allentare le restrizioni di blocco in Scozia che includevano il permesso alle persone di incontrarsi all'aperto con persone di un'altra famiglia nella prima fase. Il blocco sarebbe stato allentato dal 28 maggio e soggetto al numero di nuovi casi di COVID-19 che continuano a diminuire. Le scuole in Scozia avrebbero riaperto l'11 agosto, quando gli studenti avrebbero ricevuto un "modello misto" di studio part-time a scuola combinato con un po' 'di apprendimento a casa.
- 24 maggio: Due dipendenti olandesi hanno partecipato alla conferenza Nike, uno dei quali si ritiene sia stato la causa della chiusura della sede centrale nei Paesi Bassi. È stato dimostrato che la conferenza Nike ha cagionato l'epidemia nel nord-est dell'Inghilterra, poiché uno dei delegati è stato infettato ed è andato a una festa di compleanno infettando più persone.
- 28 maggio: Il primo ministro Nicola Sturgeon ha annunciato un alleggerimento del blocco in Scozia dal giorno successivo, con persone in grado di incontrare amici e familiari fuori in gruppi di non più di otto, mantenendo la distanza di due metri.

### Giugno 2020
- 8 giugno: Il governo scozzese pubblica una guida dettagliata per allentare le restrizioni.[32]

### Luglio 2020
- 3 luglio: Viene revocato il divieto di viaggio di 5 miglia, alloggi vacanze indipendenti possono riaprire, le visite alle case di cura da parte di un "visitatore chiave" sono consentite ma gli incontri devono tenersi all'aperto e deve essere mantenuta una distanza di 2 m, per i giovani sotto i 12 anni non è necessaria il distanziamento sociale e i ragazzi di età compresa tra 12 e 17 anni possono incontrarsi in gruppi di massimo 8 persone a condizione che venga mantenuto il distanziamento sociale. I giardini della birra e i caffè all'aperto possono aprire dal 6 luglio.[33] Sarà obbligatorio indossare copricapi nei negozi a partire dal 10 luglio.[34]
- 10 luglio: Inizia il sistema Air Bridge che non richiederà l'autoisolamento per le persone che tornano da qualunque dei 57 paesi, simile ma inferiore all'elenco degli Air Bridge dall'Inghilterra e dal Galles.[35] Fino a 15 persone di cinque famiglie diverse possono incontrarsi all'aperto mantenendo una distanza sociale di 2 m, fino a 8 persone di tre famiglie possono incontrarsi all'interno e persone esterne a una famiglia possono pernottare.[36]

### Agosto 2020
- 11 agosto: Gli alunni tornano a scuola. Non hanno bisogno del distanziamento sociale ma gli insegnanti devono indossare maschere se sono in stretta vicinanza agli altri e socialmente distanti gli uni dagli altri.

### Settembre 2020
- 11 settembre: Viene rilasciata al pubblico l'App NHS Protect Scotland per l'uso su dispositivi iOS e Android, utilizzando l'Exposure Notifications System sviluppato da Apple e Google. Questa app fornisce traccia dei contatti anonimi e abilitati per Bluetooth per tutti gli utenti in Scozia che acconsentono al servizio.[37][38]
- 22 settembre: Il primo ministro Nicola Sturgeon annuncia restrizioni a livello nazionale che entreranno in vigore venerdì 25 settembre.
- 23 settembre: Nelle 24 ore precedenti sono stati registrati 486 nuovi casi confermati - il totale giornaliero più alto dall'inizio dell'epidemia.[39]
- 24 settembre: 124 studenti dell'Università di Glasgow sono risultati positivi al virus, provocando l'autoisolamento di 600 studenti.[40]